# هیدئو موروتا
هیدئو موروتا (به ژاپنی: 室田 日出男، Hideo Murota)؛ ۷ اکتبر ۱۹۳۷ – ۱۵ ژوئن ۲۰۰۲)هنرپیشه اهل ژاپن بود که در بیش از ۱۰۰ فیلم ایفای نقش کرد. از فیلم‌هایی که وی در آن نقش داشته است می‌توان به کاگه‌موشا و گناه نخستین اشاره کرد.
وی برای بازی در فیلم گناه نخستین برندهٔ جایزهٔ بهترین بازیگر نقش مکمل مرد از جشنواره فیلم یوکوهاما شد.